# Округ Ред Ривер (Луизијана)
Ред Ривер (енгл. Red River Parish) је округ у америчкој савезној држави Луизијана.

## Демографија
По попису из 2010. године број становника је 9.091, што је 531 (-5,5%) становника мање него 2000. године.
| Група             | 2000.         | 2010.         |
| Белци             | 5.540 (57,6%) | 5.305 (58,4%) |
| Афроамериканци    | 3.936 (40,9%) | 3.595 (39,5%) |
| Азијати           | 9 (0,1%)      | 12 (0,1%)     |
| Хиспаноамериканци | 97 (1,0%)     | 101 (1,1%)    |
| Укупно            | 9.622         | 9.091         |